# Čínská čtvrť (Jokohama)
Čínská čtvrť v Jokohamě (japonsky 横浜中華街, Yokohama chūkagai; čínsky pchin-jinem Hèngbīn Zhōnghuájiē, znaky zjednodušené 横滨中华街, tradiční 橫濱中華街) je čínská čtvrť nacházející se v Jokohamě v Japonsku. Vznikla kolem roku 1860 a žije zde 3 až 4 tisíce lidí. Dnes v ní žije jen málo Číňanů, většinově původem z Kuang-čou.
Čínská čtvrť Jokohama je největší čínská čtvrť v Japonsku, větší než čínská čtvrť v Kóbe a čínská čtvrť v Nagasaki. V celé čtvrti je zhruba 250 obchodů a restaurací ve vlastnictví Číňanů nebo s čínskou tematikou, s největší koncentrací v jedné oblasti o rozloze 300 m2.

## Historie
Když byl v roce 1859 otevřen námořní přístav v Jokohamě, dorazilo do Japonska mnoho čínských přistěhovalců, ti tam pak vytvořili osady. Jokohamská čínská čtvrť vznikla v době, kdy americké a britské obchodní společnosti, z nichž mnohé už měly obchodní vztahy s Čínou, rozšířily svou působnost do Jokohamy a přivezly s sebou čínské zaměstnance. Tito zaměstnanci pak vyjednávali s japonskými obchodníky o nákupu surového hedvábí a čaje, hlavních produktů dovážených v té době z Japonska. Později byly zavedeny trajekty z Jokohamy do Šanghaje a Hongkongu. Mnoho čínských obchodníků přišlo do Japonska, postavili tu čínskou školu, čínské komunitní centrum a různá další zařízení v oblasti, která představovala začátek čínské čtvrti. Tehdejší vládní nařízení však znamenala, že přistěhovalci nesměli žít mimo určenou zahraniční sídelní oblast. V roce 1899 daly nové zákony Číňanům větší svobodu pohybu a zároveň posílily přísná pravidla týkající se typů práce, kterou mohou Číňané vykonávat.
Velká část počátečního růstu čínské čtvrti je připisována zvýšenému obchodnímu ruchu mezi Čínou a Japonskem po podepsání čínsko-japonské obchodní smlouvy v roce 1871. Čínští přistěhovalci pak začali zastávat různé profese, kvůli kterým se shlukovali do jedné geografické oblasti.
V roce 1923 byla oblast Kanto zasažena velkým zemětřesením v Kantó. Přibližně 100 000 lidí zemřelo a zhruba 1,9 milionu lidí přišlo o domov. Čínská čtvrť při zemětřesení také utrpěla škody a mnoho přistěhovalců se pak raději vrátilo do Číny místo toho, aby obnovili svůj život v Jokohamě. Celkový počet obětí mezi čínskou populací čínské čtvrti byl až 1 541, což byla přibližně jedna třetina z celkového počtu 4 705 obyvatel.
Zemětřesení otřáslo sociální strukturou v celé oblasti i v čínské čtvrti. Čtyři roky po zemětřesení se zhruba polovina čínské populace v této oblasti živila jako holiči, krejčí nebo kuchaři.
V roce 1937 vypukla válka mezi Čínou a Japonskem, která prakticky zastavila další růst čínské čtvrti. Po skončení války se čínská čtvrť začala znovu rozrůstat. V roce 1955 byla postavena velká brána dobré vůle a čínská čtvrť s názvem Jokohama Čchu-kcha-kaj (Jokohamská čínská čtvrť) byla oficiálně uznána.

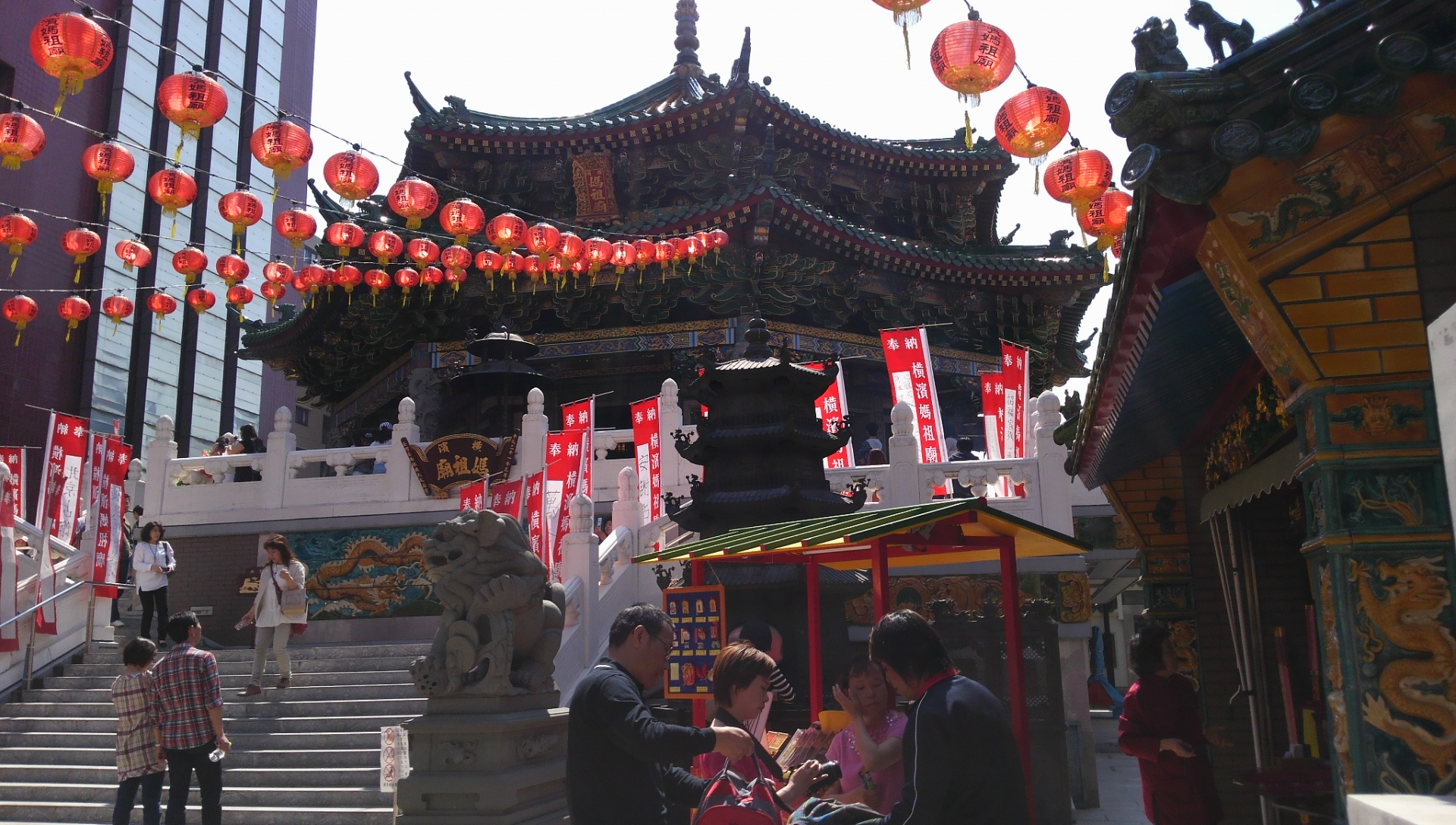
Chrám Mazu Miao

V roce 1972 navázalo Japonsko diplomatické vztahy s Čínskou lidovou republikou a přerušilo vztahy s Čínskou republikou na Tchaj-wanu. Zájem o čínskou čtvrť mezi Japonci rostl a vedl k dramatickému nárůstu počtu návštěvníků. Čínská čtvrť se pak brzy stala jednou z hlavních turistických atrakcí v Jokohamě.
V roce 2004 byla otevřena železnice Minatomirai Line spolu se stanicí Motomachi-Chūkagai, sloužící přímo čínské čtvrti.
V roce 2006 byl u příležitosti 150. výročí založení čínské čtvrti v Jokohamě založen chrám Mazu Miao, který se stal významnou součástí jejího dnešního vzhledu.

## Galerie
- Východní brána v noci
- Chrám Kwan Tai
- Průchozí část